# Apostol D. Culea
Apostol D. Culea (n. 15 august 1882, Sudiți, Ialomița – d. 7 martie 1949, București) a fost un pedagog, animator cultural și publicist român cu activitate remarcabilă în domeniul culturii populare și al difuzării științei la sate. A fost un întemeietor de școli și cămine culturale în mediul rural, autor de lucrări pedagogice vizând mai ales problematica învățământului primar, prozator și traducător, fondatorul și redactorul-șef al revistei Școala Basarabiei de la Chișinău.

## Viața
Apostol D. Culea s-a născut la 6 / 15 august 1882 în comuna Sudiți, Ialomița. A fost cel de-al doisprezecelea copil și cel mai mai mic din familia unor țărani înstăriți, Dumitru și Maria, care proveneau din rândul mocanilor ardeleni emigrați în secolul al XVIII-lea din Mărginimea Sibiului. Alintat „Lică”, numai el și alte trei fete au supraviețuit dintre toți copiii familiei.

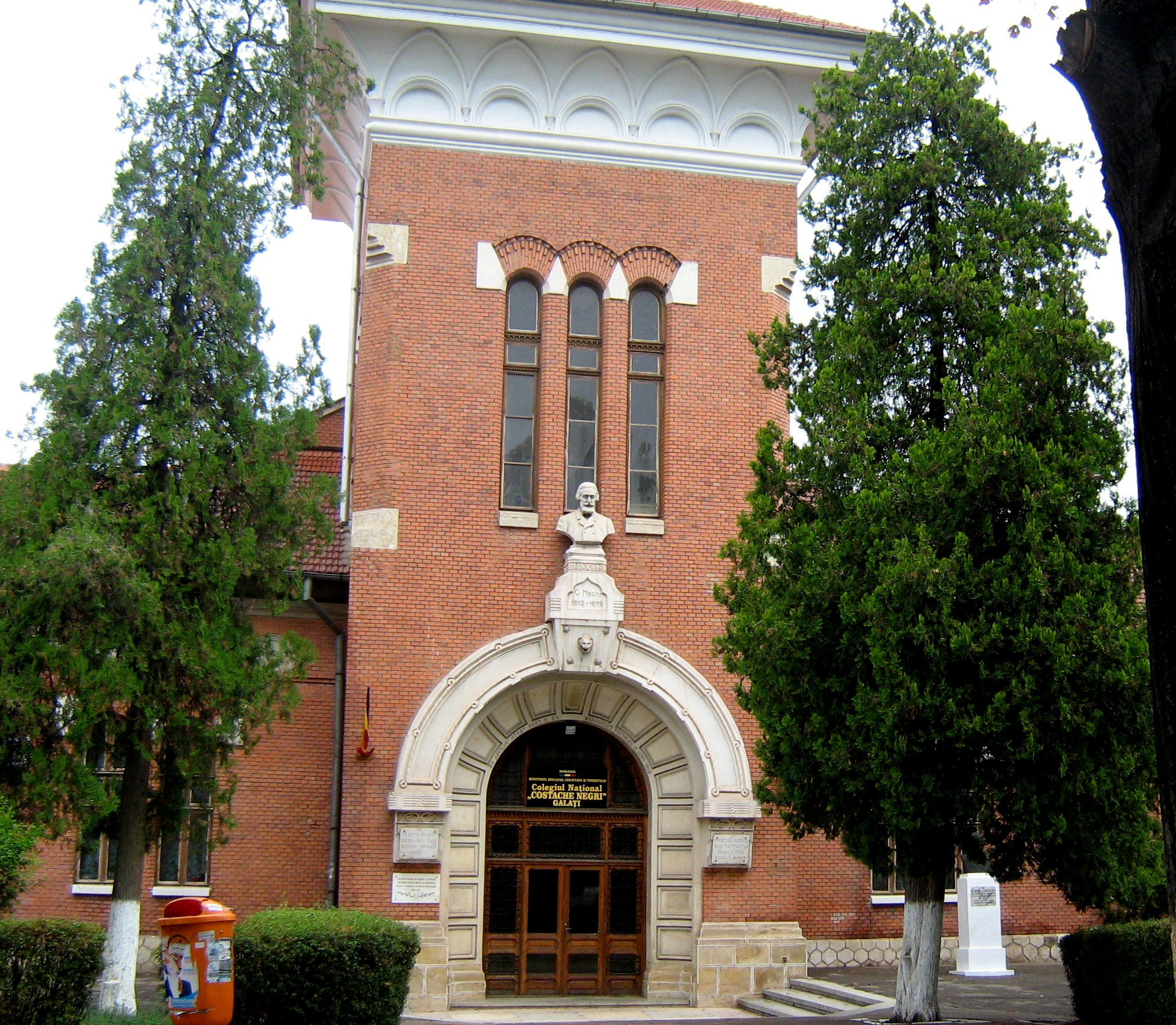
Noua clădire a Școlii Normale „Costache Negri” din Galați (inaugurată în anul școlar 1901-1902)

A urmat cursurile școlii primare în sat, unde l-a avut ca învățător pe domnul Trandafir, un patriot basarabean fugit în România după reunirea din 1878, care a fost primul lui contact afectiv cu românii de dincolo de Prut. Între 1897-1902 a studiat la Școala Normală „Costache Negri” din Galați, după absolvirea căreia a fost numit institutor la Școala de Aplicație a acesteia, până în 1905, când a fost mutat disciplinar la Tulcea și apoi mai departe în Delta Dunării, ca urmare a criticii severe adresate unei părți a corpului didactic din acea instituție.
Din perioada studiilor datează și prietenia de o viață care l-a legat de colegul său D. V. Țoni, cei doi situându-se în fruntea grupării tinerilor învățători absolvenți ai Școlii Normale de la Galați reuniți ulterior în Asociația „Vremea Nouă” (1910). Lor li s-a adăugat și învățătorul (și viitorul om politic) Ion Mihalache din Topoloveni, împreună cu care au editat revista cu profil pedagogic Vremea Nouă, tribună solidă a mișcării de idei din domeniul învățământului.
Începând din 1906, Apostol Culea a frecventat regulat cursurile „Școlii de vară” de la Vălenii de Munte organizate de Nicolae Iorga, devenind un adept fervent al ideilor acestuia despre destinul culturii naționale. A publicat articole în ziarul lui Iorga Neamul românesc, seria politică și seria culturală, iar în 1910 și-a tipărit tot la Vălenii de Munte lucrarea Învățământul despre natură în școala primară, pentru care a fost apreciat de academicianul Ion Th. Simionescu.
În 1912, a plecat cu o bursă în Italia, unde a petrecut un an de zile în regiunile Romagna și Emilia, aprofundându-și cunoștințele de limbă și cultură italiană și pe cele legate de pedagogia modernă și curentele contemporane de idei. La întoarcere a fost înrolat în grad de caporal la Regimentul 73 Infanterie Rezervă (1914) iar apoi a fost angajat ca învățător la Școala Primară de Băieți nr. 29 din București.

Apostol D. Culea în 1916

După intrarea României în Primul Război Mondial a fost mobilizat în cadrul aparatului de propagandă al armatei. În luna mai 1917 a participat la Adunarea Corpului Didactic din Basarabia împreună cu un grup de învățători și profesori din România veniți ca observatori. Din acest grup mai făceau parte Onisifor Ghibu, Andrei Oțetea, D. V. Țoni și alții, care s-au implicat apoi și în evenimentele ce au condus la unirea Basarabiei cu România în 1918.
A continuat să lucreze la Chișinău pentru reorganizarea învățământului din Basarabia pe baze naționale după înfăptuirea unirii. Recunoscându-i munca depusă și calitățile de organizator, Ștefan Ciobanu, aflat atunci la conducerea Directoratului Instrucțiunii Publice pentru Basarabia (Ministerul învățământului), l-a numit pe Apostol Culea director al Directoratului Instrucțiunii (Propagandă culturală), funcție deținută din 1918 până în 1922.
Din această poziție, a militat pentru predarea în școală a alfabetului latin și folosirea limbii române ca limbă de predare. A organizat cursuri de vară obligatorii în care învățătorii, formați anterior în școlile normale rusești pentru predarea în limba rusă, trebuiau să studieze limba română. A publicat un Povățuitor școlar sau Metodică teoretică și practică pentru învățătorii școalelor din Basarabia, care a avut numeroase reeditări succesive. În paralel, a organizat școli pentru adulți, contribuind astfel la românizarea învățământului, a cadrelor didactice și a întregii populații basarabene.
În luna noiembrie 1918, a înființat la Chișinău revista pedagogică Școala Basarabiei, care a continuat apoi să apară lunar până în noiembrie 1940. În prima sa perioadă de apariție, publicația l-a avut ca director pe Ștefan Ciobanu și prim-redactor pe Apostol D. Culea. Până în 1919, subtitlul acesteia a fost „Revistă oficială a directoratului de instrucțiuni, sub auspiciile Directoratului
Instrucțiunii Publice". La conducerea revistei au mai colaborat Mihail Sadoveanu și Tudor Pamfile.
În 1918, Apostol D. Culea s-a căsătorit cu văduva de război Nathalie-Louise
Ciobanu (născută Drouhet), al cărei prim soț, Nicolae Ciobanu, a căzut în luptele pentru apărarea Pasului Predeal din 1916.
Reîntors la București, a devenit secretar general de redacție al revistei Lamura pedagogică (1921) și inspector cultural la Casa Școalelor. Apoi, la propunerea lui Nicolae Iorga, a început să se ocupe de organizarea Fundației Regale Principele Carol (1922) și a fost numit director al Direcției Culturii Populare din Ministerul Învățământului. Ulterior a devenit director adjunct (subdirector) al Învățământului primar (1931), iar apoi director plin al Direcției Învățământului Primar din Ministerul Educației (1932-1933). În această calitate, a servit sub conducerea a doi miniștri străluciți, cu care a avut strânse relații de colaborare și care l-au influențat profund: istoricul Nicolae Iorga și sociologul Dimitrie Gusti.

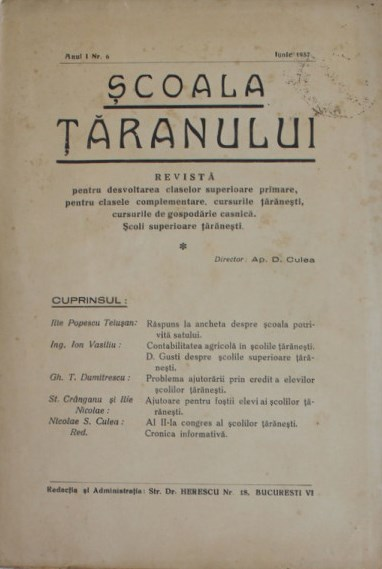
Coperta revistei Școala țăranului, anul I, nr. 6, iunie 1937

Din 1937 a fost directorul publicației pedagogice Școala țăranului, subintitulată „Revistă pentru desvoltarea claselor superioare primare, pentru clasele complementare, cursurile țărănești, cursurile de gospodărire casnică. Școli superioare țărănești”.
În 1938 a finalizat Legea de organizare a „Așezămintelor culturale” și a elaborat, împreună cu Dimitrie Gusti, programele pentru „Școlile superioare sătești” care au fost înființate în întreaga țară. Prin decret regal al regelui Carol al II-lea, Apostol D. Culea a fost numit director general al Direcției Așezămintelor Culturale. În timpul participării României la Al Doilea Război Mondial a condus Fundația Regală „Regele Mihai I” ca director general al acesteia.
După 1944 a evitat colaborarea cu autoritățile comuniste care i-au solicitat să creeze o nouă revistă pentru învățători și profesori, motivând că era bolnav. Apostol D. Culea s-a stins din viață la 7 martie 1949 după o grea suferință (scleroză a creierului). A fost înmormântat în Cimitirul Sfânta Vineri din București.

## Concepția pedagogică
Personalitate multilaterală, Apostol D. Culea a activat în numeroase domenii conexe ale vieții sociale și culturale din România primei jumătăți a secolului al XX-lea, dar principala sa contribuție a fost aceea din domeniul pedagogic, el fiind considerat de contemporanii săi „exponentul cel mai însemnat al pedagogiei învățătorești și țărănești”.
În perioada formării tânărului Culea de la Galați, învățământul pedagogic românesc era dominat de „mișcarea învățătorească” de dinainte de 1900 reprezentată de C. Ionescu-Lungu, I. C. Dumitrașcu, Ion Voiculescu, V. Păunescu ș.a. Aceasta milita pentru punerea în practică a programului educațional al lui Spiru Haret, centrat pe ideea că educația este un prim factor esențial în reformarea vieții sociale.
Tendințele mai noi, de la începutul secolului, exprimau interesul tot mai crescut al intelectualilor pentru lumea satului și cultura sa tradițională. Astfel, două curente de gândire care și-au pus amprenta puternic asupra grupului de institutori reformatori din care făcea parte și Apostol D. Culea au fost sămănătorismul lui Nicolae Iorga și poporanismul lui Constantin Stere.
Dintre teoreticienii străini, au influențat în mod deosebit concepția pedagogică a lui Apostol Culea, mai cu seamă în perioada maturității sale: Jan Amos Komensky, Jean Jacques Rousseau, Johann Heinrich Pestalozzi - iar din rândul pedagogilor mai noi: Maria Montessori, Ellen Key, Adolphe Ferrière și Édouard Claparède.
Tematica abordată în scrierile sale pedagogice vizează în special domeniul organizării educației și învățământului (metodologii didactic-educaționale, educația extrașcolară etc.), cu accent pe specificul învățământului rural.
Contribuția sa cea mai importantă este teoria jocurilor copiilor din punctul de vedere al pedagogiei sociale. În acest domeniu, ideile lui se bazează pe conceptele moderne ale lui Wilhelm Wundt (jocul copilului este o muncă) și Karl Groos (jocul ca pregătire pentru viața adultă), pe care le exemplifică și le dezvoltă cu argumente proprii.
Alte contribuții notabile sunt cele referitoare la educația națională și metodologia ei, receptarea artistic-estetică de către copii a operelor și fenomenelor literare și folclorice, cultivarea limbii naționale, educația istorică, studiul științelor naturale în relație cu educația socială, rolul educației fizice în școală ș.a.

## Publicații

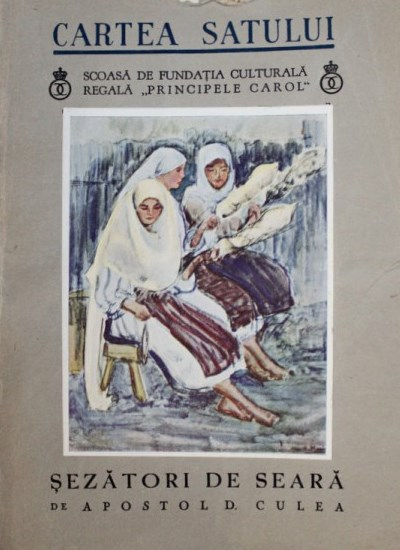
Coperta lucrării Șezători de seară (Seria „Cartea satului”, nr. 12, 1935)

Apostol D. Culea a publicat numeroase cărți didactice, de popularizare, pentru copii, lucrări pedagogice și literatură de călătorii. A scos singur sau în colaborare cu colegii antologii de texte, scrieri cu „cunoștințe folositoare”, materiale interesante pentru „ora de șezătoare” din autori români sau traduse din autori străini.
A debutat în 1905 în periodicul Cronica (București), cu articolul „Scrisul copiilor”.
A colaborat la numeroase ziare și reviste, publicând însemnări sociale, culturale și politice, amintiri și note de drum (în Tribuna, Învățătorul român, Drum drept, Graiul românesc, Poporul român, Credință și muncă, Gazeta de Transilvania, Roma, Ramuri, România satelor, Curierul, Poșta țăranului, Satul, Nădejdea, România, Pământul, Revista Asociației învățătorilor mehedințeni, Universul, Credința, Curentul,  Școala și Viața, România Literară, Școala Normală ș.a.).
A tradus din Jack London, Roberto Bracco, Friedrich Wilhelm Foerster, Luigi Capuana, Giovanni Papini, Edmondo de Amicis, Luis Albert, Gabriele D’Annunzio, Jean Aicard, Chateaubriand, Anatole France, Lev Tolstoi ș.a.
După călătoria întreprinsă în Italia, și-a expus impresiile în lucrarea Însemnări din cultura Italiei (1914).
În 1918, Apostol D. Culea a înființat la Chișinău prima revistă pedagogică în limba română Școala Basarabiei, fiindu-i prim-redactor și contribuind ca autor cu numeroase materiale în primele numere. Tot la Chișinău, unde a lucrat câțiva ani, a publicat și cartea sa 40 de povești cu animale și păsări (1920).
A mai tipărit la București: Daruri pentru copii (1921), Pentru a înțelege și iubi copilăria: Sufletul copilului în literatură (1922), Suspinele stejarului (1924), Șezătorile copiilor (1924), Când lsus a fost pe pământ (1924), Cât trebuie să știe orice om despre pământ, soare, lună și stele (1926), Cetățile moldovenești de pe Nistru (1926), Cum trăiau strămoșii noștri (3 vol., 1927), Din viața oamenilor întreprinzători (1928), Cât trebuie să știe oricine despre Dobrogea: Trecutul, prezentul, viitorul (1928), Poveștile primăverii (1933, împreună cu I. Nisipeanu), Șezători de seară (1935), Cartea gospodinelor (1943),
Cartea pădurilor (1943), Cartea câmpului. Vitele plugarului (1943), Aventurile lui Ion Runcan, ultimul naufragiat în insula lui Robinson (1947).
În colaborare cu Alexandru Lascarov-Moldovanu a coordonat culegerea de texte intitulată Antologia Dobrogei, publicată cu prilejul sărbătoririi cincantenarului administrației românești (1928). A mai colaborat la editarea a patru volume de Școli și cursuri țărănești la Fundația Culturală Regală „Principele Carol”.
A primit Premiul Academiei Române pentru volumul Literatura copiilor și șezătorile cu copii (1923).

## Distincții
- Medalia „Avântul Țării” pentru participarea la Campania din Bulgaria (1913)
- Medalia „Meritul Cultural” în rang de Cavaler (1931)
- Medalia „Răsplata Muncii pentru Învățământ” la Jubileul unui sfert de veac în slujba Statului (1931)
- Crucea de Onoare, clasa a II-a, pentru truda înființării bibliotecilor (1933)
- Ordinul „Ferdinand I” în grad de Cavaler pentru activitatea radiofonică (1937)
- Medalia „Meritul Cultural”, clasa a II-a, pentru opera sociologică (1940)[8]

## In memoriam
În 1982, în localitatea natală a lui Apostol Culea, a fost organizată sărbătorirea centenarului nașterii sale („Centenar Apostol D. Culea – militant de seamă pentru progresul culturii la sate”, Sudiți, 12 decembrie 1982). În clădirea vechii școli primare din sat s-a deschis atunci „Muzeul memorial Apostol D. Culea”, iar actuala Școală gimnazială din localitate îi poartă numele.